# Playa
Playa je plitko jezero kratkog vijeka koje nastaje ondje gdje se voda slijeva u zavalu bez odvoda u more, te poslije isparava, ostavljajući za sobom ravnu površinu od blata. Playe su česta karakteristika pustinjskih područja.